# SZD-48 Jantar Standard 2/3
SZD-48 Jantar Standard 2 oraz 3 – polski, jednomiejscowy, wyczynowy szybowiec laminatowy klasy standard, zaprojektowany w Przedsiębiorstwie Produkcyjno-Doświadczalnym Szybownictwa PZL Bielsko w Bielsku-Białej.

## Historia
Szybowiec SZD-41B Jantar Standard stał się podstawą do opracowania nowej konstrukcji. W nowym szybowcu zwiększono pojemność zbiorników balastowych do 150 litrów, wzmocniono konstrukcję skrzydeł, zmieniono sposób montażu kratownicy oraz mocowanie lotek. Prototyp został oblatany 10 grudnia 1977 r. przez Januarego Romana. W pierwsza serii produkcyjnej, oznaczonej jako SZD-48-1 Jantar Standard 2 dodano klapkę gradientową na sterze wysokości, zmieniono konstrukcję podwozia oraz wprowadzono limuzynę otwieraną do tyłu w górę. Prototyp tej wersji został oblatany 18 września 1978 r. przez Januarego Romana w Bielsku. Powstało 285 egzemplarzy tej wersji.
Inżynier Bogumił Szuba opracował w 1982 r. kolejną wersję rozwojową szybowca oznaczoną jako SZD-48-3 Jantar Standard 3. W tej wersji zmieniono obrys steru kierunku, jak i kształt oraz sposób otwierania limuzyny i powiększono zbiorniki balastowe do 180 litrów. Prototyp tej wersji, powstały na bazie seryjnego egzemplarza o numerze W-903, oblatał również January Roman 15 kwietnia 1982 r. Powstało 349 egzemplarzy tej wersji.

## Konstrukcja
Jednomiejscowy, wysokowyczynowy szybowiec zawodniczy klasy standard w układzie grzbietopłata.
Kadłub wykonany z laminatu jako całość ze statecznikiem kierunku. W części centralnej znajduje się stalowa kratownica będąca miejscem montażu skrzydeł i podwozia. W statecznik pionowy jest wlaminowana antena radiostacji. Kabina wyposażona w kolumnową tablicę przyrządów z laminatową osłoną wyposażoną w prędkościomierz PR-400S, wysokościomierz W-10S lub W-12S, wariometry WRS-5D i PR-03 z kompensatorem KWEC, zakrętomierz EZS-3, busolę BS-1 lub KI-13A. Istnieje możliwość instalacji radiostacji i aparatury tlenowej. Pedały regulowane w locie, fotel pilota regulowany przed startem. Kabina jest wyposażona w system regulowanej wentylacji z nadmuchem na przednią szybę. Szybowiec jest wyposażony instalację sanitarną oraz w dwa zaczepy do startu na holu lub za wyciągarką.
Skrzydło dwudzielne, skorupowe, jednodźwigarowe (dźwigar skrzynkowy) o obrysie trapezowym z profilem NN-8. Lotka konstrukcji przekładkowej, hamulce aerodynamiczne metalowe, jednopłytowe na obu powierzchniach skrzydła.
Usterzenie w układzie T. Ster kierunku, statecznik wysokości i ster wysokości o konstrukcji przekładkowej. Ster wysokości dzielony, każda część zawieszona w 3 punktach. Obie części steru wysokości posiadają stałe klapki laminatowe zwiększające moment zawiasowy. Ster kierunku wyważony masowo i zawieszony w 2 punktach.
Podwozie jednotorowe, chowane, nieamortyzowane z kółkiem (zaopatrzonym w hamulec tarczowy) i stałym kółkiem ogonowym.